# Рожер Классен
Рожер Классен (фр. Roger Claessen, 26 вересня 1941, Варсаж — 3 жовтня 1982, Льєж) — бельгійський футболіст, що грав на позиції форварда. Виступав за національну збірну Бельгії.
Найкращий бомбардир Кубка володарів Кубків (1967) та чемпіонату Бельгії (1968). Дворазовий чемпіон Бельгії. У зв'язку з образом життя, інша частина його кар'єри була зіпсована, і він отримав прізвисько «Roger-La honte» (Рожер Ганьба).

## Клубна кар'єра
У дорослому футболі дебютував 1958 року виступами за команду «Стандард» (Льєж), вихованцем якої й був. Проте через наявність у команді більш досвідчених і зіркових Леопольда Ануля, Жана Матоне та Андре Пітерса Классен на поле виходив нерегулярно. Великий прорив стався тільки в сезоні 1960/61, коли Рожер забив 13 голів в 19 матчах і став п'ятим бомбардиром чемпіонату в тому році.
В цілому було відомо[кому?], що Классен регулярно пив і курив. Він провів багато часу в розважальному районі Льєжа Ле Карре і розділяв ліжко з багатьма жінками.[джерело?] Крім того, він також мав пристрасть до швидких автомобілів, які кілька разів розбивав.[джерело?] Попри його надмірний спосіб життя, він залишався фаворитом натовпу і був одним з основних бомбардирів команди, забиваючи понад десять голів у чемпіонаті щосезону. Классен виграв з командою чемпіонський титул в 1961 і 1963 році, а з 1965 року брав участь у трьох фіналах Кубка Бельгії поспіль. У першому фіналі він забив два голи, проте «Стандард» зрештою програв з рахунком 3:2 «Андерлехту». Наступні два фінали льєжці виграли в «Андерлехта» та «Мехелена» 1:0 і 3:1 відповідно.
В Європі Классен двічі грав в півфіналах. У 1962 році «Стандард» поступився мадридському «Реалу» в півфіналі в Кубка європейських чемпіонів. У 1967 році «Стандард» зустрічався у чвертьфіналі Кубка Кубків проти угорського «Дйора». Бельгійці програли перший матч 2:1. У матчі-відповіді 8 березня Классен зіткнувся з угорським захисником і зламав руку. Заміни ще не були дозволені, тому Классен випив півпляшки віскі і знову повернувся на поле, хоча лікарі команди відмовляли його від продовження гри. Через деякий час він забив гол, вивівши команду до наступного етапу. У півфіналі «Стандард» поступився «Баварії» і знову не зумів пробитись до фіналу євротрофея. Через рік 26-річний Классен став найкращим бомбардиром чемпіонату Бельгії з 20 голами, а також другим після лауреата Фернана Буна у званні Футболіста року в Бельгії.
Наприкінці сезону 1967/68 Классен перейшов в «Алеманію» (Аахен) за 300 тис. дойчмарок, ставши першим бельгійцем, що зіграв у Бундеслізі. Оскільки Аахен знаходився на відстані 50 км від Льєжа, на матчах «Алеманії» регулярно були присутні бельгійські вболівальники.
Классен вдало розпочав в Аахені, але восени 1968 року отримав важкий удар, коли його батьки померли. Всього лише кілька місяців по тому він знову повернувся на високий рівень і допоміг скромному клубу стати віцечемпіоном ФРН, зігравши свій найкращий сезон.
Коли 1969 року тренер Мішель Пфайфер був звільнений і команду очолив Георг Столленверк, Классен втратив місце в основі. Крім того, численні травми не дозволяли гравцю показувати високий рівень футболу. Тому коли «Алеманнія» була знижена 1970 року, Классен повернувся до Бельгії.
На батьківщині форвард став грати за «Беєрсхот», але навіть там продовжував потерпати через серйозну травму коліна. «Беєрсхот» в 1971 році виграв Кубок Бельгії, але сам Рожер у фіналі не зіграв. У 1972 році він перейшов у клуб «Кроссінг Схербек», де був перетворений в захисника, а клуб в 1973 році вилетів до другого дивізіону. Після цього він грав кілька років для третього дивізіону «Бас-Оха». В останні роки кар'єри він також відкрив кафе.
Після завершення футбольної кар'єри, він був більш замкнутим. У вільний час тренував молодих гравців і організував поетичні вечори. Классен з раннього віку цікавився літературою. 3 жовтня 1982 року, в 41 рік, його знайшли мертвим у його будинку у місті Льєж. Він помер від серцевого нападу після поєднання валіуму та алкоголю. Через чверть століття після його смерті журнал «Sport/Voetbalmagazine» написав, що Классен вчинив самогубство.

## Виступи за збірну
20 травня 1961 року дебютував в офіційних матчах у складі національної збірної Бельгії в зустрічі проти збірної Швейцарії (1:2), в якому відразу відзначився голом. Всього протягом кар'єри у національній команді, яка тривала 8 років, провів у формі головної команди країни лише 15 матчів, забивши 7 голів.

## Статистика виступів

### Статистика клубних виступів
| Сезон                        | Клуб                         | Чемпіонат                    | Чемпіонат | Чемпіонат |
| Сезон                        | Клуб                         | Ліга                         | Ігор      | Голів     |
| ---------------------------- | ---------------------------- | ---------------------------- | --------- | --------- |
| 1958–59                      | «Стандард» (Льєж)            | ЛЖ                           | 6         | 2         |
| 1959–60                      | «Стандард» (Льєж)            | ЛЖ                           | 1         | 0         |
| 1960–61                      | «Стандард» (Льєж)            | ЛЖ                           | 19        | 13        |
| 1961–62                      | «Стандард» (Льєж)            | ЛЖ                           | 23        | 21        |
| 1962–63                      | «Стандард» (Льєж)            | ЛЖ                           | 17        | 10        |
| 1963–64                      | «Стандард» (Льєж)            | ЛЖ                           | 18        | 20        |
| 1964–65                      | «Стандард» (Льєж)            | ЛЖ                           | 27        | 11        |
| 1965–66                      | «Стандард» (Льєж)            | ЛЖ                           | 18        | 11        |
| 1966–67                      | «Стандард» (Льєж)            | ЛЖ                           | 24        | 16        |
| 1967–68                      | «Стандард» (Льєж)            | ЛЖ                           | 27        | 20        |
| Усього за «Стандард» (Льєж)  | Усього за «Стандард» (Льєж)  | Усього за «Стандард» (Льєж)  | 180       | 144       |
| 1968–69                      | «Алеманія» (Аахен)           | БЛ                           | 29        | 9         |
| 1969–70                      | «Алеманія» (Аахен)           | БЛ                           | 15        | 2         |
| Усього за «Алеманію» (Аахен) | Усього за «Алеманію» (Аахен) | Усього за «Алеманію» (Аахен) | 44        | 11        |
| 1970–71                      | «Беєрсхот»                   | ЛЖ                           | ?         | ?         |
| 1971–72                      | «Беєрсхот»                   | ЛЖ                           | ?         | ?         |
| 1972–73                      | «Кроссінг Скарбекг»          | ЛЖ                           | ?         | ?         |
| 1973–74                      | «Кроссінг Скарбекг»          | Д2                           | ?         | ?         |
| 1974–75                      | «Бас-Оха»                    | Д2                           | ?         | ?         |
| 1975–76                      | «Бас-Оха»                    | Д3                           | ?         | ?         |
| 1976–77                      | «Бас-Оха»                    | Д3                           | ?         | ?         |
| Усього за кар'єру            | Усього за кар'єру            | Усього за кар'єру            | 264+      | 155+      |

## Титули і досягнення

### Командні
- Чемпіон Бельгії:

«Стандард» (Льєж): 1960–61, 1962–63
- Володар Кубка Бельгії:

«Стандард» (Льєж): 1965–66, 1966–67
«Беєрсхот»: 1970–71

### Особисті
- Найкращий бомбардир Кубка Кубків УЄФА: 1966–67 (10 голів)
- Найкращий бомбардир чемпіонгату Бельгії: 1967–68 (20 голів)